# Bob-Nordamerikacup 2018/19
Der Bob-Nordamerikacup 2018/19 ist eine von der International Bobsleigh & Skeleton Federation (IBSF) veranstaltete Rennserie, die mit dem Europacup 2018/19 zum Unterbau des Weltcups 2018/19 gehört. Er begann am 7. November 2018 in Whistler und endet am 13. Januar 2019 in Calgary. Die Ergebnisse der jeweils acht Saisonläufe an vier verschiedenen Wettkampforten fließen in das IBSF Bob-Ranking 2018/19 ein.

## Frauen

### Veranstaltungen
| Datum             | Ort         | Sieger                              | Zweite                              | Dritte                                |
| ----------------- | ----------- | ----------------------------------- | ----------------------------------- | ------------------------------------- |
| 7. November 2018  | Whistler    | Julie Johnson Cynthia Serwaah       | Elana Meyers Taylor Lake Kwaza      | Brittany Reinbolt Lauren Gibbs        |
| 8. November 2018  | Whistler    | Elana Meyers Taylor Sylvia Hoffmann | Julie Johnson Cynthia Serwaah       | Nicole Vogt Nicole Brundgardt         |
| 19. November 2018 | Park City   | Mica McNeill Montell Douglas        | Nicole Vogt Terra Evans             | Ying Qing Huang Jiajia                |
| 20. November 2018 | Park City   | Mica McNeill Montell Douglas        | Ying Qing Ma Yuanyuan               | Huai Mingming Tan Yinghui             |
| 30. November 2018 | Lake Placid | Mica McNeill Montell Douglas        | Nicole Vogt Tiffeny Parker          | Kori Hol Dawn Richardson Wilson       |
| 1. Dezember 2018  | Lake Placid | Mica McNeill Aleasha Kiddle         | Catherine Medeiros Andreanne Frigon | Cynthia Serwaah Stefanie Schoenberger |
| 10. Januar 2019   | Calgary     |                                     |                                     |                                       |
| 11. Januar 2019   | Calgary     |                                     |                                     |                                       |

## Männer

### Veranstaltungen
| Datum             | Ort         | Disziplin | Sieger                                                                           | Zweite                                                                   | Dritte                                                                          |
| ----------------- | ----------- | --------- | -------------------------------------------------------------------------------- | ------------------------------------------------------------------------ | ------------------------------------------------------------------------------- |
| 7. November 2018  | Whistler    | 2er       | Justin Kripps Benjamin Coakwell                                                  | Nicholas Poloniato Cam Stones                                            | Chris Spring Ryan Sommer                                                        |
| 8. November 2018  | Whistler    | 2er       | Justin Kripps Ryan Sommer                                                        | Rudy Rinaldi Boris Vain                                                  | Taylor Austin William Auclair                                                   |
| 9. November 2018  | Whistler    | 4er       | KanadaJustin Kripps Ryan Sommer Cam Stones Benjamin Coakwell                     | MonacoRudy Rinaldi Thibault Demarthon Boris Vain Steven Borges Mendonaca | SüdkoreaWon Yun-jong Kim Dong-hyun Lee Gyeong-min Oh Je-han                     |
| 10. November 2018 | Whistler    | 4er       | KanadaJustin Kripps Ryan Sommer Cam Stones Benjamin Coakwell                     | KanadaChris Spring William Auclair Darren Lundrigan Kostelnik Teodor     | Vereinigte StaatenCodie Bascue Hakeem Abdul-Saboor James Reed Joshua Williamson |
| 19. November 2018 | Park City   | 2er       | Rudy Rinaldi Boris Vain                                                          | Chris Spring Gabriel Chiasson                                            | Sun Kaizhi Shi Hao                                                              |
| 20. November 2018 | Park City   | 2er       | Rudy Rinaldi Boris Vain                                                          | Chris Spring Darren Lundrigan                                            | Michael Vogt Alain Knuser                                                       |
| 21. November 2018 | Park City   | 4er       | MonacoRudy Rinaldi Steven Borges Mendonaca Boris Vain Thibault Demarthon         | Vereinigtes KönigreichLamin Deen Tremayne Gilling Ryan Letts John Baines | TschechienDominik Dvořák Jaroslav Kopřiva Jakub Nosek Jan Šindelář              |
| 21. November 2018 | Park City   | 4er       | TschechienDominik Dvořák Jan Šindelář Jakub Nosek Jaroslav Kopřiva               | Vereinigtes KönigreichBrad Hall Ben Simons Nick Gleeson Alan Toward      | Vereinigtes KönigreichLamin Deen John Baines Ryan Letts Tremayne Gilling        |
| 30. November 2018 | Lake Placid | 2er       | Chris Spring Darren Lundrigan                                                    | Geoffrey Gadbois Kristopher Horn                                         | Frank DelDuca Carlo Valdes                                                      |
| 1. Dezember 2018  | Lake Placid | 2er       | Chris Spring Darren Lundrigan                                                    | Geoffrey Gadbois Kristopher Horn                                         | Frank DelDuca Sam Moeller                                                       |
| 2. Dezember 2018  | Lake Placid | 4er       | Vereinigte StaatenHunter Church Sam Moeller Jamil Muhammed-Ray Christopher Walsh | KanadaChris Spring Cyrus Gray Gabriel Chiasson Darren Lundrigan          | Vereinigtes KönigreichLamin Deen Adam Hames Ryan Letts John Baines              |
| 2. Dezember 2018  | Lake Placid | 4er       | KanadaChris Spring Darren Lundrigan Cyrus Gray Gabriel Chiasson                  | Vereinigtes KönigreichLamin Deen Adam Hames John Baines Ryan Letts       | Vereinigtes KönigreichBrad Hall Alan Toward Nick Gleeson Ben Simons             |
| 10. Januar 2019   | Calgary     | 2er       |                                                                                  |                                                                          |                                                                                 |
| 11. Januar 2019   | Calgary     | 2er       |                                                                                  |                                                                          |                                                                                 |
| 12. Januar 2019   | Calgary     | 4er       |                                                                                  |                                                                          |                                                                                 |
| 13. Januar 2019   | Calgary     | 4er       |                                                                                  |                                                                          |                                                                                 |